# Gmina Nowy Tomyśl
Die Gmina Nowy Tomyśl ist eine Stadt-und-Land-Gemeinde im Powiat Nowotomyski der Woiwodschaft Großpolen in Polen. Sitz des Powiats und der Gemeinde ist die gleichnamige Stadt (deutsch Neutomysl, seit 1875 Neutomischel) mit etwa 14.500 Einwohnern.

## Geographie

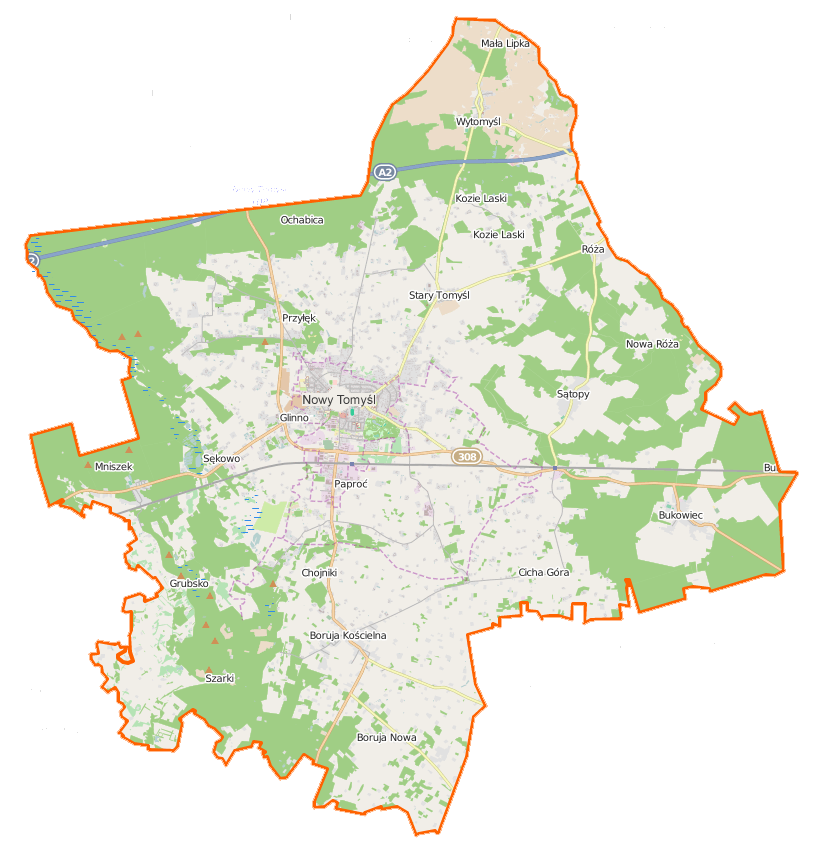
Karte der Gemeinde

Die Gemeinde liegt im Westen der Woiwodschaft. Die Grenze zur Woiwodschaft Lebus ist zehn bis zwölf Kilometer entfernt. Die Woiwodschafts-Hauptstadt Posen liegt etwa 50 Kilometer östlich, Grodzisk Wielkopolski (Grätz) etwa acht Kilometer südöstlich. Nachbargemeinden sind die Gemeinden Miedzichowo und Lwówek im Norden, Kuślin und Opalenica im Osten, Grodzisk Wielkopolski im Südosten, Rakoniewice und Siedlec im Süden sowie Zbąszyń im Westen.
Auf dem Gemeindegebiet befinden sich eine Reihe kleinerer Seen und Feuchtgebiete. Eine Hügelkette im Westen des Gemeindegebiets erreicht Höhen bis 96 Metern.
Die Gemeinde hat eine Fläche von nahezu 186 km², von der 57 Prozent land- und 33 Prozent forstwirtschaftlich genutzt werden.

## Geschichte

### Verwaltungsgeschichte
Das heutige Gemeindegebiet gehörte unterbrochen durch die deutsche Besatzungszeit im Zweiten Weltkrieg von 1919 bis 1975 zur Woiwodschaft Posen mit unterschiedlichem Zuschnitt. – Die deutsche Minderheit wurde nach dem Weltkrieg vertrieben.
Die Landgemeinde Nowy Tomyśl wurde 1954 aufgelöst und wiederholt in verschiedene Gromadas umgewandelt. Aus diesen wurde die Landgemeinde am 1. Januar 1973 neu gebildet. Von 1975 bis 1998 gehörte das Gemeindegebiet zur stark verkleinerten Woiwodschaft Posen. Der Powiat wurde in dieser Zeit aufgelöst. Stadt- und Landgemeinde Nowy Tomyśl wurden 1990/1991 zur Stadt-und-Land-Gemeinde zusammengelegt. Diese gehört seit 1999 zur Woiwodschaft Großpolen und zum wieder eingerichteten Powiat Nowotomyski.

### Partnerschaften
Gemeindepartnerschaften bestehen mit:
- Biesenthal, Brandenburg, Deutschland – seit 1999
- Dębno (Neudamm), Woiwodschaft Westpommern – seit 2010
- Sulęcin (Zielenzig), Woiwodschaft Lebus – seit 2005.

## Gliederung
Zur Stadt-und-Land-Gemeinde (gmina miejsko-wiejska) Nowy Tomyśl mit 27.194 Einwohnern (Stand 31. Dezember 2020) gehören die Stadt selbst und 18 Dörfer (deutsche Namen, amtlich bis 1945) mit Schulzenämtern (sołectwa):
| Name              | deutscher Name (1815–1919)       | deutscher Name (1939–1945)              | Einwohnerzahl (2008) |
| ----------------- | -------------------------------- | --------------------------------------- | -------------------- |
| Nowy Tomyśl       | Neutomysl 1875–1919 Neutomischel | Neutomischel                            | 15.258               |
| Boruja Kościelna  | Kirchplatz Borui                 | Kirchplatz                              | 0972                 |
| Boruja Nowa       | Neu Borui                        | Neu Hopfengarten                        | 0575                 |
| Bukowiec          | Bukowiec                         | 1939–1943 Buchenhain 1943–1945 Buckwitz | 01.022               |
| Cicha Góra        | Cichagora 1906–1919 Schichagora  | Ziegenkrug                              | 0411                 |
| Chojniki          | Kunik                            | Tannenwalde                             | 0118                 |
| Glinno            | Glinau                           | Glinau                                  | 01.256               |
| Grubsko           | Grubske                          | Buschdorf                               | 0101                 |
| Jastrzębsko Stare | Friedenhorst                     | Friedenhorst                            | 0651                 |
| Kozie Laski       | Kozielaske 1901–1919 Königsfelde | (zu Königsfelde)                        | 0171                 |
| Nowa Róża         | Neurose                          | Neurose                                 | 0134                 |
| Paproć            | Paprotsch                        | Hopfengrund                             | 0799                 |
| Przyłęk           | Scherlanke                       | Scherlanke                              | 0585                 |
| Róża              | Rose                             | Rose                                    | 0186                 |
| Sątopy            | Sontop                           | Sontop                                  | 0599                 |
| Sękowo            | Zinskowo 1901–1919 Friedenwalde  | Friedenwalde                            | 0419                 |
| Stary Tomyśl      | Alttomysl 1875–1919 Alttomischel | Königsfelde                             | 0594                 |
| Szarki            | Scharke                          | Hohenbrück                              | 0137                 |
| Wytomyśl          | Witomysl 1875–1919 Witomischel   | Bruchdorf                               | 0517                 |

Südlich von Wytomyśl gibt es den gleichnamigen Weiler im Wald.

## Verkehr
Die Autobahn A2 (Berlin–Warschau, Europastraße 30) verläuft durch den Norden des Gemeindegebiets. Sie hat Anschluss an die Woiwodschaftsstraße DW305, die über Wolsztyn (Wollstein) und Wschowa (Fraustadt) in die Woiwodschaft Niederschlesien verläuft. Von Nowy Tomyśl nach Westen verläuft die DW302 über Zbąszyń (Bentschen) nach Zbąszynek (Neu Bentschen), nach Südosten die DW308 über Grodzisk Wielkopolski (Grätz) und Kościan (Kosten) nach Lubiń (Lubin).
An der Bahnstrecke Berlin–Posen–Warschau bestehen der Bahnhof Nowy Tomyśl und der Haltepunkt Sątopy.
Der nächste internationale Flughafen ist Poznań-Ławica.